# 蛋白质生物合成抑制剂类抗生素
蛋白质生物合成抑制剂类抗生素是一类通过抑制原核生物内蛋白质生物合成，从而达到杀死病原体目的的抗生素。
原核细胞合成蛋白质包括氨基酰-tRNA合成、肽链合成的起始、延伸及终止等阶段，不同蛋白质生物合成抑制剂类抗生素可以作用在不同阶段。

## 抑制氨基酰-tRNA合成
部分蛋白质生物合成抑制剂类抗生素能与氨基酰-tRNA合成酶特异性结合从而使该类酶失去催化氨基酸与tRNA结合的能力。
例如，tRNA活化反应中吲哚霉素能与色氨酸竞争与色氨酸激活酶（色氨酸-tRNA合成酶）结合，抑制色氨酸-tRNA的形成。　

## 抑制肽链延伸
部分蛋白质生物合成抑制剂类抗生素这部分抗生素可主要分为四环素类抗生素、酰胺醇类抗生素、大环内酯类抗生素等。

### 四环素类抗生素
四环素类抗生素能进进入70S核糖体A位点中位于30S核糖体亚基中的部分封闭A位点，使氨基酰-tRNA上的反密码子不再能在该位点内与mRNA结合，令肽链延伸受阻。这类抗生素包括四环素、氯四环素、氧四环素及吡甲四环素等。
大多数抗四环素的菌株都是以改变其细胞膜的通透性或表达出可令这类抗生素失活的酶来形成抗药性。虽然真核细胞的80S核糖体也对这部分抗生素敏感，但由于这部分抗生素无法透过真核细胞膜，所以它们不能抑制活体真核细胞的蛋白质合生。

### 酰胺醇类抗生素
酰胺醇类抗生素能选择性他与原核细胞内70S核糖体的50S核糖体亚基或真核细胞线粒体核糖体39S核糖体亚基结合，抑制其中肽酰转移酶的活性，从而阻断肽键的形成。但这类抗生素不会抑制真核细胞线粒体外的蛋白质合成。这类抗生素包括氯霉素、叠氮氯霉素、甲砜霉素及氟甲砜霉素等。

### 大环内酯类抗生素
大环内酯类抗生素也能与50S亚基结合，但它抑制的是翻译中的移位过程。这类抗生素包括红霉素、麦迪霉素、螺旋霉素及梭链孢酸等。

### 其他
环己亚胺作用于真核细胞内80S核糖体的60S核糖体亚基而抑制其肽酰转移酶活性，但不抑制原核细胞或线粒体内蛋白质合成。